# Kleine poppenrover
De kleine poppenrover (Calosoma inquisitor) is een kever die behoort tot de familie van de loopkevers (Carabidae). De wetenschappelijke naam van de soort werd in 1758 als Carabus inquisitor gepubliceerd door Carl Linnaeus in de tiende editie van Systema naturae.

## Beschrijving
De lengte is ongeveer 16 tot 22 millimeter. De dekschilden zijn fijn gegroefd, de tussenruimten zijn gerimpeld. In de vierde, achtste en twaalfde tussenruimte is een aantal stippen aanwezig. De zijrand van het halsschild eindigt ver voor de basis. Het lichaam is donker van kleur, soms met groene of blauwe weerschijn. De enigszins gelijkende grote poppenrover (Calosoma sycophanta) wordt tot 28 mm lang.

## Algemeen
De kevers en met name de larven leven van onder andere rupsen in bomen. Het is een belangrijke vijand van de eikenprocessierups. De kleine poppenrover is zeldzaam, maar komt in tijden van rupsenplagen soms in grotere aantallen voor.

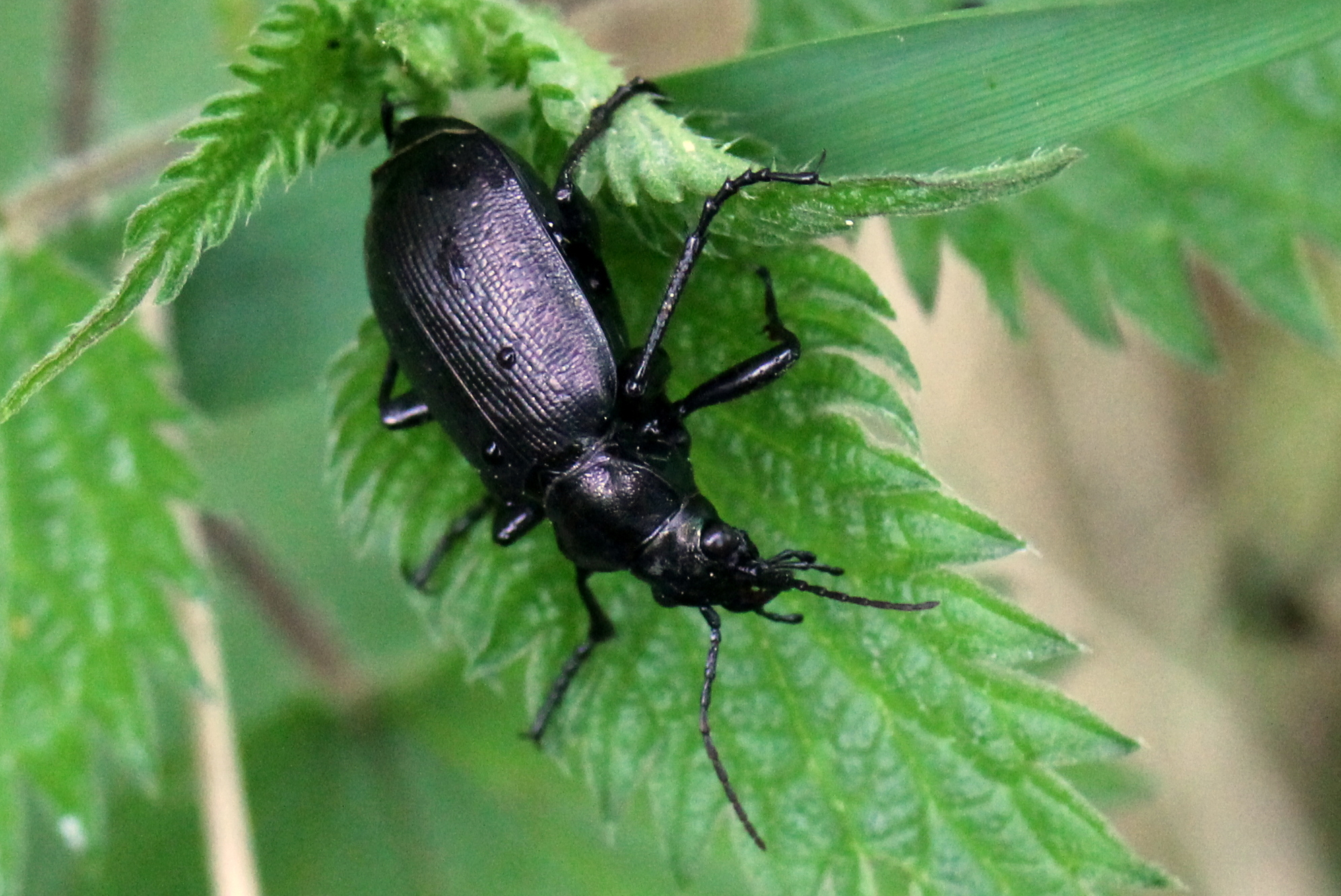
Kleine poppenrover in natuurgebied De Brand in Nederland